# Autotreno DR VT 18.16
L'autotreno VT 18.16 della Deutsche Reichsbahn, noto anche come "tipo Görlitz" (Bauart Görlitz), era un autotreno a trazione diesel-idraulica utilizzato nelle relazioni ferroviarie di prestigio.

## Storia
All'inizio degli anni sessanta del XX secolo, la Deutsche Reichsbahn ordinò alla VEB Waggonbau Görlitz la costruzione di un autotreno per servizi rapidi di prestigio.
Nel 1963 venne consegnato il treno prototipo, che secondo lo schema di classificazione allora vigente ottenne la classificazione VT 18.16 (VT = Verbrennungstriebwagen; 18 = 1800 CV di potenza; 16 = 160 km/h di velocità massima). Ad esso seguì la costruzione di sette treni di serie fra il 1965 e il 1968.
Gli autotreni vennero utilizzati per servizi internazionali rapidi, in particolare per il treno Vindobona, che collegava la capitale della RDT a Vienna via Praga.
Nel 1970, con l'introduzione del nuovo sistema di numerazione dei rotabili DR, i VT 18.16 vennero riclassificati nel gruppo 175.
Alla fine degli anni settanta i 175 vennero ritirati dai servizi internazionali, dove a causa dell'aumento dei passeggeri la loro capacità era divenuta insufficiente, e furono destinati a servizi speciali di rinforzo, come i treni per Lipsia nel periodo fieristico, e i treni per Bautzen nella stagione turistica. Vennero ritirati dal servizio regolare alla metà degli anni ottanta. Un esemplare pervenne nel 1994 alla nuova Deutsche Bahn, che lo classificò nel gruppo 675 e lo utilizzò per treni speciali e rievocativi fino al 2003.